# SK Slavia Praha 2014/2015
Tento článek se podrobně zabývá sestavou a zápasy týmu SK Slavia Praha v sezóně 2014/15. Slavia se v předcházející sezóně umístila nejhůře v lize od roku 1973, na 13. místě. Do nové sezóny byl do funkce hlavního trenéra po odchodu nizozemského trenéra Alexe Pastoora v červnu jmenován Miroslav Beránek, jenž Slavii trénoval již v letech 1994–1995 a 2001–2003.
Vedle Synot ligy startovala Slavia i v Poháru České pošty, ve kterém obhajovala předchozí čtvrtfinálovou účast. Jako tým hrající nejvyšší ligovou soutěž byla nasazena do 2. kola.

## Podrobný popis sezóny

### Předsezónní události
A tým mužů Slavie se 18. června sešel k přípravě na novou sezónu a setkal se s nově složeným týmem trenérů vedeným Miroslavem Beránkem, který vystřídal Nizozemce Alexe Pastoora, pod jehož vedením Slavia v předcházející sezóně téměř sestoupila z Gambrinus ligy. Den před začátkem přípravy byl nový trenér s realizačním týmem představen na tiskové konferenci, na níž byl taktéž tisk seznámen se seznamem hráčů, kteří již za Slavii v ročníku neměli hrát. Tomáš Necid se vrátil do CSKA Moskva, Michal Smejkal zpět do Mladé Boleslavi a hostování skončilo i Josephu Mensahovi z Ghany. Smlouva nebyla prodloužena Kamilu Čontofalskému, jenž zamířil do americké druhé nejvyšší soutěže, slovenskému duu obránců Bortel – Čonka ani švýcarskému útočníkovi Eschmannovi. Navíc vedení oznámilo, že nadále nepočítá s Mariem Ličkou, Keeganem Ritchiem a rekonvalescentem Dávidem Škutkou. Brankář Radek Černý ukončil profesionální kariéru a přesunul se na post trenéra brankářů mládeže. Naopak přípravu s prvním týmem začalo hned několik členů úspěšného juniorského týmu - jm. Jankto, Kodr, Salašovič, Bejbl ml., Sodoma a Souček - a navrátilci z hostování Berkovec s Mikulou.
První letní posilou se 20. června stal obránce Martin Latka, který se Slavií spojil značnou část své profesionální kariéry. Slavia se tradičně zúčastnila turnaje v Čelákovicích, kde v prvním zápase podlehla po penaltovém rozstřelu Slovanu Bratislava. Za zmínku z tohoto zápasu stojí zejména první gól Jakuba Jankta, který posléze přestoupil do italského celku Udinese Calcio, a zranění Martina Berkovce, které ho po střetu s protihráčem vyřadilo po zbytek podzimní části. Konečné 3. místo v turnaji si pak Slavia zajistila výhrou 2:0 nad Příbramí.
V dalším přípravném zápase, ve kterém Slavia porazila Vlašim jediným gólem, se představila druhá posila Milan Černý, který strávil předchozí sezónu po zranění na Dukle, a testovaný záložník Vukadin Vukadinović z Jablonce, který vstřelil jedinou branku zápasu. S Vukadinovićem se Slavia posléze dohodla na hostování s opcí na přestup. Den nato se k týmu připojil ještě stoper Bílek.
4. července Slavia odjela na Slovensko k soustředění na sezónu s testovaným odchovancem Petrem Hoškem, který působil po odchodu ze Slavie ve slovenských a polských klubech, a dalším hráčem přicházejícím na hostování Jakubem Petrem z Olomouce, jenž ale v předchozí sezóně hostoval na Slovácku. Na soustředění tým sehrál dva přípravné zápasy. Nejprve remizoval se Senicí a později byl poražen Trenčínem. Po příjezdu do Prahy se k týmu připojil i potřebný útočník albánský reprezentant Bekim Balaj, který do týmu přestoupil ze Sparty.
Po návratu Slavia nejdříve v dalším zápase podlehla poněkud překvapivě třetiligovým Štěchovicím, přičemž je však třeba dodat, že tým k zápasu nastoupil v kombinované sestavě hráčů A týmu a juniorky včetně testovaného Brazilce Maicona Douglase, ale den nato porazila 3:0 nováčka 1. ligy České Budějovice, když se hned dvakrát trefila nová akvizice v útoku Balaj.
Generální zkouškou na start nového ročníku první ligy pak byl zápas se Sigmou Olomouc, která po dramatickém závěru předchozího ročníku Gambrinus ligy sestoupila do 2. druhé ligy a zachránila tak i prvoligovou existenci Slavie. Konečnou remízu 1:1 ze zápasu v Kroměříži zařídil svou brankou Slavii navrátilec
Černý. V následujícím týdnu pak tým doplnil trenčínský Argentinec Baéz a bylo dokončeno hostování Srba Vukadinoviče z Jablonce.

### Podzimní část
Premiérový zápas Slavie v nové sezóně Synot ligy se odehrál poslední červencový víkend v Uherském Hradišti na stadionu místního celku Slovácka. Slavia nebyla po většinu zápasu lepším týmem a od 33. minuty po trefě Trávníka prohrávala, ale zásluhou nejprve Škody v 73. minutě a poté poněkud šťastně v 77. minutě po zásahu Balaje dokázala proti týmu z Moravy, který Slavii ve 4 z 5 předchozích zápasů dokázal na domácí půdě porazit o tři branky, vybojovat plný počet bodů. K prvnímu domácímu zápasu sezony přicestoval do Edenu Baník Ostrava, se kterým Slavia prohrála poslední zápas předcházejícího ročníku, což znamenalo prodloužení Ostravské serie neporazitelnosti v zápasech se Slavií na 9 utkání od roku 2009. Tato serie však skončila poměrně záhy po začátku zápasu, když již ve 3. minutě přidal již svůj druhý gól sezony Milan Škoda a později se navíc přidali i Zmrhal a Latka. Baník dokázal v průběhu zápasu pouze korigovat na 3:1 a Slavia tak získala další 3 body v ligové tabulce. Ještě téhož dne Slavia oznámila další posilu do útoku, když zdarma získala Senegalce Diopa, jenž se posléze v ročníku stal nejlepším střelcem slávistické juniorky s 15 vstřelenými brankami.
Po následujícím zápase, který Slavia sehrála taktéž na domácí půdě proti Slovanu Liberec, již tým po výhře 4:1 získal 9 bodů z 9 možných a posunul se na průběžné první místo ligové tabulky. Milan Škoda vstřeli v zápase dva góly a udržel si tempo alespoň jednoho gólu na zápas. Po gólu vstřelili i Balaj a Zmrhal. Před pokračováním ligové soutěže nastoupil tým do druhého kola Poháru České pošty proti domácí MFK Chrudim. Slávisté, kteří nastoupili až na Martina Juhara v sestavě složené z náhradníků, porazili třetiligového soupeře 3:1.
Vítěznou sérii Slavie ukončily jen tři dny po vítězství v poháru ve čtvrtém kole Synot ligy Teplice, které zvítězily po gólech Litsingiho a Nivalda 2:1. Výsledek korigoval opět Škoda. V 5. kole Slavia z druhé pozice úspěšně zaútočila na vedoucí Plzeň, když ji doma porazila zásluhou Jaromíra Zmrhala 1:0, a naposledy v sezoně se posunula na první místo tabulky. Následovalo totiž pět prohraných ligových zápasů, ve kterých se slávisté střelecky prosadili pouze dvakrát. Nejdříve to byla prohra 1:2 s Mladou Boleslaví, posléze 1:3 s Brnem, následovala dvě prohraná pražská derby - obě 0:2 - proti Bohemians a Spartě a prohra 0:1 v Jihlavě. Na tuto prohru již reagovalo i vedení klubu, které hráčům a realizačnímu týmu rozdalo podmínečné pokuty, které by nebyly požadovány při zisku alespoň 9 bodů v závěrečných šesti ligových zápasech podzimní části. Následně došlo i k vyřazení Marcela Gecova z kádru A-týmu. Ten odehrál zbytek podzimní části za juniorský tým a v zimě, po rozvázání kontraktu, odešel do rumunského Rapidu Bukurešť.
Po prohře v Mladé Boleslavi byla oslabená Slavia navíc ve třetím kole Poháru České pošty vyřazena Viktorií Žižkov, k čemuž výrazně dopomohl i kmenový hráč Slavie hrající za Viktorii Josef Bazal. Po vyřazení z poháru došlo i na konání slavnostního přátelského utkání k 50. výročí založení Odboru přátel Slavie s Hajdukem Split, které Slavia, i přes předčasné úkončení zápasu pro vniknutí fanoušků na hrací plochu, vyhrála 2:0. Díky volnému termínu při neúčasti v poháru pak mohli slávisté odehrát 10. října přátelský zápas s 1. FC Norimberk, který taktéž prohráli.
Než se Slávistům podařilo opět - osm kol po výhře nad Plzní - výhrát, vklínily se do ligových výsledků týmu ještě dvě remízy 1:1, nejdříve s Jabloncem a poté i s později sestoupivšími Českými Budějovicemi. Poslední výhru podzimní části pak obstaral dlouho vyrovnaný zápas proti Příbrami, který v 87. minutě rozhodl gólem na 3:2 Bekim Balaj. Byl to jeho poslední gól ve Slávii. V týdnu předcházejícím zápasu s Příbramí tým Slavie doplnil testovaný Gruzínec Levan Kenija, jenž se již dříve ve Fortuně Düsseldorf potkal s kapitánem Latkou. Ve Slavii podepsal smlouvu pouze do konce sezony, ale ta mu byla v následujícím ročníku prodloužena.
Poslední tři podzimní zápasy přinesly pouze další tři remízy - nejprve na Julisce proti Dukle 2:2 a posléze v Edenu s od 55. minuty v deseti hrajícím Hradcem Králové. V předehrávaném 16. kole pak došlo na remízu 0:0 z venkovního hřiště proti Baníku Ostrava. Hráči tak v posledních 6 kolech podzimní části nesplnili podmínku získání 9 bodů, když získali pouze 8 bodů a do zimní přestávky vstoupili na 8. pozici v tabulce Synot ligy.

### Zimní příprava
V roce 2015 se slávisté sešli již 5. ledna a okamžitě odjeli na kondiční soustředění do Korni na Slovensku. K týmu již se nepřipojili jak Martin Dobrotka, který se po konci smlouvy vrátil zpět do Slovanu Bratislava, tak Bekim Balaj, jenž kvůli nedostatku prostoru přestoupil do chorvatského HNK Rijeka.
Naopak do Slavie zamířil obránce Simon Deli, který na podzim hostoval v Příbrami ze Sparty, a z maďarského Győru se vrátil Michal Švec. Na přelomu ledna a února pak byli z kádru vyřazeni Martin Juhar a Milan Nitrianský. První jmenovaný odešel do slovenského klubu FC ViOn Zlaté Moravce, druhý pak podepsal smlouvu v italském Avellinu a jarní část sezony strávil v Příbrami.
Slavia odehrála většinu ze svých 14 zimních přípravných zápasů systémem dvou utkání denně. 21. ledna nejprve prohrála se slovenským vicemistrem z Trenčína a ve druhém s mladší sestavou taktéž podlehla druholigovému Varnsdorfu, tentokrát 2:3. O tři dny později se týmu podařilo nejprve góly Keniji a Zmrhala zdolat Žilinu 2:1 a pak opět v omlazené sestavě i Písek. V druhém utkání se trefil například i nastoupivší dorostenec Routek. Před odjezden na herní soustředění v Antaliji pak Slavia ještě na konci ledna porazila německé Aue 4:2.
V Turecku, kam Slavia odjela posílená o krajního obránce AC Milan a maďarského reprezentanta Krisztiána Tamáse, se A tým v únoru střetl celkem s pěti týmy - Zápas s polskou Cracovií pro sešívané dopadl úspěšně - výhrou 1:0. Odpolední zápas s Vardarem Skopje však již červenobílí stejným rozdílem prohráli. 5. února následoval jediný zápas, a to remíza 1:1 proti slovinskému NK Domžale. 8. února pak slávisté už žádnou branku nevstřelili a prohráli s RAD Bělehrad a alespoň remizovali s Amkarem Perm.
Po návratu z Turecka ještě před začátkem jarní části Synot ligy se v Nymburce uskutečnil poslední přípravný zápas, ve kterém Slavia porazila góly Zmrhala a Škody Viktorii Žižkov 3:0.

### Jarní část
Na tiskové konferenci před začátkem ligové soutěže se trenér Beránek vyjádřil, že jeho cílem v sezoně by bylo páté místo, Karol Kisel však vzápětí dodal, že nehodlají vytvářet "tlak na hráče ani trenéry, abychom skončili pátí." Tým k tomuto cíli nakročil ve svém prvním jarním zápase, ve kterém se u Nisy střetl se Slovanem a porazil ho 3:1, přičemž Milan Škoda vstřelil v prvním poločase čistý hattrick. Slavia se posunula na 6. místo a mohla doufat ve splnění Beránkova cíle. V následujících kolech však přišla opět osmizápasová série bez výhry, a když Slavia až v květnu opět vyhrála, byla již 14. a na 5. místo tedy mohla zapomenout.
V 18. kole do Edenu zavítal tým Teplic, který zde remizoval 2:2, i když dvakrát vyhrával. Milan Škoda vstřelil opět dva góly, ale jeho druhý gól byl později označen za vlastní gól teplického brankáře Tomáše Grigara. Zápas v Plzni byl z důvodu epidemického onemocnění kádru domácích odloženo místní hygienickou stanicí, tudíž Slavia odehrála nejdříve zápas 20. kola s Mladou Boleslaví. Divokou přestřelku rozhodl v 1. minutě nastavení boleslavský Wágner a Slavia, přestože dlouho vedla, opět prohrála, tentokrát 3:4. Následující týden Slavia odehrála odložený zápas 19. kola s Plzní i zápas 21. kola v Brně. Ani v jednom nevstřelila branku - v Plzni prohrála 0:1 a v Brně dokonce 0:3.
Následoval domácí zápas s Vršovickým rivalem Bohemians. Slavii ve druhém poločase vystřeli vedení Vukadin Vukadinović, ale stejný hráč se po třech minutách pokusil skluzem zezadu sebrat míč Radovi a po červené kartě opustil hřiště. Oslabení Slávisté pak vzdorovali vyrovnání až do 88. minuty, kdy ho docílil Matúš Mikuš z přímého kopu.
Po vršovickém derby následovalo to velké, klasické. Slávista Škoda šokoval Sparťany již ve čtvrté minutě, ale trenér Beránek pak naordinoval možná až příliš defenzivní taktiku, která se týmu vymstila nejprve vyrovnáním Lafaty a posléze, tak jako již několikrát v ročníku, těsně před koncem zápasu i vítězným gólem Brabce na 1:2. Následovaly další dva prohrané zápasy - nejprve v Edenu s Jihlavou, ve kterém pouze korigoval na 1:2 Diop, a později v Jablonci se stejným výsledkem. Po těchto výsledcích dokonce hrozilo odvolání trenéra Beránka, nicméně k tomu nakonec nedošlo.
Dalšího vyhraného zápasu se slávisté dočkali až proti jednomu ze sestoupivších týmů v sezoně - Českým Budějovicím. Zápas orámoval dvěma góly v první a devadesáté minutě Milan Škoda a zastavil tak propad Slavie tabulkou Synot ligy. Následující týden v Příbrami pak Slavia opět prohrála, když okopírovala gólový scénář z derby se Spartou. Slavii dal vedení Milan Škoda, nicméně příbramským se podařilo vyrovnat Bednářem již 9 minut po škodově vedoucí brance. Stejný hráč pak přidal vítězný gól Příbrami v 90. minutě a Slavia prohrála 1:2.
Zachránit svoji ligovou příslušnost se slávistům podařilo až 28. kole v malém derby proti Dukle, které slávisté po Kenijově a Červenkově trefě vyhráli 2:0. Výhra znamenala dvě kola před koncem devítibodový náskok na sestupující duo Hradec a České Budějovice. Slavia se tak nemusela bát o prvoligovou existenci až do posledního kola, jak tomu bylo v předchozím ročníku.
Předposlední zápas ročníku by měl jistě zcela jiný náboj, pokud by Slavia nebyla zachráněna. A tým totiž zavítal právě na hřiště jednoho z dvou sestupujících - Hradce Králové. Slavia v zápase, který již nic neřešil, vyhrála gólem Milana Škody z 52. minuty 1:0 a získala tím svůj konečný počet 34 bodů.
V posledním zápase již nešlo o nic jiného, než pomoci Milanu Škodovi v jeho souboji o korunu krále střelců. V týdnu před posledním zápasem se Slováckem byl Milanu Škodovi uznán sporný gól z Příbrami a vyrovnal tak na 19 gólech sparťana Lafatu. Zápas se jak pro Škodu, tak pro celou Slavii nepovedl, a tým prohrál 1:3, přičemž jedinou branku červenobílých vstřelil obránce Bílek, zatímco Lafata se proti Bohemians trefil a na pozici nejlepšího střelce ligy se tak osamostatnil. Slavia navíc neudržela desátou pozici a v sezoně skončila jedenáctá.

## Klub

### Realizační tým
Dva dny před začátkem letní přípravy byl na pozici hlavního treéra jmenován Miroslav Beránek. Beránek podepsal smlouvu s platností na tři roky. Asistentem trenéra byl zvolen Aleš Křeček a trenérem brankářů opět Juraj Šimurka. Kondičním trenérem byl jmenován Daniel Hejret, který s Beránkem spolupracoval u kazašského národního týmu, a jako pozorovatel soupeřů a analytik Miroslav Jirkal jenž tuto pozici zastával například u české reprezentace. Jako náhrada za Martina Vaniaka, jenž přijal pozici trenéra brankářů u a-týmu Bohemians 1905, byl trenérem mládežnických brankářů jmenován Radek Černý, který zakončil profesionální hráčskou karieru po předchozí sezoně.
| Post               | Jméno            |
| ------------------ | ---------------- |
| Hlavní trenér      | Miroslav Beránek |
| Asistent trenéra   | Aleš Křeček      |
| Asistent trenéra   | Pavel Trávník    |
| Trenér brankářů    | Juraj Šimurka    |
| Vedoucí mužstva    | Stanislav Vlček  |
| Kondiční trenér    | Daniel Hejret    |
| Kustod             | Jiří Šveněk      |
| Ředitel komunikace | Jiří Vrba        |
| Prezident klubu    | Aleš Řebíček     |
| Sportovní ředitel  | Karol Kisel      |

### Sada dresů
Domácí sada dresů nese tradiční barvy klubu prvně uvedené již v roce 1896 a od roku 1956 jsou prakticky neměnné. Venkovní sada dresů se nemění již od sezony 2012/13. Jsou to černé dresy s horizontálním bílým a červeným pruhem na prsou. Taktéž v této sezoně použila Slavia alternativní kombinaci domácích dresů s červenými trenýrky a stulpnami. Stalo se tak v podzimních zápasech s Mladou Boleslaví a Jabloncem a v jarním zápase s Libercem.
- Výrobce: Umbro
- Hlavní sponzoři: Fortuna, Canaria Travel

## Soupiska

### První tým
| #  | Pozice | Hráč             |
| -- | ------ | ---------------- |
| 1  | B      | Karel Hrubeš     |
| 2  | O      | Michal Švec      |
| 3  | O      | Jan Mikula       |
| 4  | Z      | Robert Hrubý     |
| 6  | O      | Krisztián Tamás  |
| 8  | Z      | Jaromír Zmrhal   |
| 10 | Z      | Damien Boudjemaa |
| 11 | Z      | Levan Kenija     |
| 12 | Z      | Václav Prošek    |
| 14 | O      | Marek Kodr       |
| 15 | O      | Lukáš Fialka     |
| 16 | Z      | Milan Černý      |
| 17 | Ú      | Dame Diop        |

| #  | Pozice | Hráč                   |
| -- | ------ | ---------------------- |
| 18 | Z      | Vukadin Vukadinović    |
| 19 | Z      | Simon Deli             |
| 20 | O      | Jiří Bílek             |
| 21 | Ú      | Milan Škoda            |
| 23 | Z      | Karel Piták            |
| 25 | Z      | Tomáš Mičola           |
| 26 | Z      | Aldo Baéz              |
| 27 | Ú      | Marek Červenka         |
| 28 | O      | Martin Latka (kapitán) |
| 29 | B      | Martin Berkovec        |
| 30 | O      | Martin Dostál          |
| 34 | B      | Matej Rakovan          |

### Změny v kádru v letním přestupovém období 2014
| Číslo | Pozice | Nár.      | Hráč                | Věk | Odkud přišel        | Do roku | Typ             | Cena   | Zdroj                |
| ----- | ------ | --------- | ------------------- | --- | ------------------- | ------- | --------------- | ------ | -------------------- |
| 3     | O      | Česko     | Jan Mikula          | 22  | FC Vysočina Jihlava | —       | návrat z host.  |        |                      |
| 29    | B      | Česko     | Martin Berkovec     | 25  | Bohemians 1905      | —       | návrat z host.  |        |                      |
| 28    | O      | Česko     | Martin Latka        | 29  | Fortuna Düsseldorf  | 2018    | volný hráč      | zdarma | slavia.cz            |
| 20    | O      | Česko     | Jiří Bílek          | 30  | Zagłębie Lubin      | 2016+   | volný hráč      | zdarma | slavistickenoviny.cz |
| 22    | Z      | Česko     | Jakub Petr          | 24  | SK Sigma Olomouc    | 2015+   | hostování 1 rok | —      | slavia.cz            |
| 19    | Ú      | Albánie   | Bekim Balaj         | 23  | AC Sparta Praha     | 2016+   | přestup         | —      | slavia.cz            |
| 26    | Z      | Argentina | Aldo Baéz           | 25  | FK AS Trenčín       | 2017    | přestup         | —      | slavia.cz            |
| 18    | Z      | Srbsko    | Vukadin Vukadinović | 23  | FK Baumit Jablonec  | 2015+   | hostování 1 rok | —      | slavia.cz            |
| 16    | Z      | Česko     | Milan Černý         | 26  | FK Dukla Praha      | 2015+   | volný hráč      | zdarma | slavistickenoviny.cz |
| 17    | Z      | Senegal   | Dame Diop           | 22  | FC Širak            | 2016+   | volný hráč      | zdarma | slavia.cz            |
| 11    | Z      | Gruzie    | Levan Kenija        | 24  | Fortuna Düsseldorf  | 2015+   | volný hráč      | zdarma | slavistickenoviny.cz |

| Číslo | Pozice | Nár.  | Hráč              | Věk |
| ----- | ------ | ----- | ----------------- | --- |
| 12    | Z      | Česko | Marek Kodr        | 17  |
| 2     | Z      | Česko | Nikolas Salašovič | 19  |
|       | Z      | Česko | Jakub Jankto      | 18  |
|       | O      | Česko | Marek Čepelák     | 21  |
| 1     | B      | Česko | Karel Hrubeš      | 21  |
| 15    | O      | Česko | Lukáš Fialka      | 19  |

| Číslo | Pozice | Nár.         | Hráč               | Věk | Kam odešel               | Typ              | Cena            | Zdroj         |
| ----- | ------ | ------------ | ------------------ | --- | ------------------------ | ---------------- | --------------- | ------------- |
| 39    | B      | Česko        | Radek Černý        | 40  | ukončil kariéru          | ukončil kariéru  | ukončil kariéru | slavia.cz     |
| 24    | Ú      | Česko        | Tomáš Necid        | 24  | PFK CSKA Moskva          | konec hostování  | —               |               |
| 22    | O      | Česko        | Michal Smejkal     | 28  | FK Mladá Boleslav        | konec hostování  | —               | slavia.cz     |
| 13    | Z      | Ghana        | Joseph Mensah      | 19  | Liberty Professionals    | konec hostování  | —               | slavia.cz     |
| 1     | B      | Slovensko    | Kamil Čontofalský  | 36  | FTL Strikers             | konec smlouvy    | —               | slavia.cz     |
| 31    | Ú      | Švýcarsko    | Guy Roger Eschmann | 22  | FC Locarno               | konec smlouvy    | —               | slavia.cz     |
| 3     | O      | Slovensko    | Milan Bortel       | 27  | FC Spartak Trnava        | konec smlouvy    | —               | spartak.cz    |
| 19    | O      | Slovensko    | Matúš Čonka        | 23  | FC Spartak Trnava        | konec smlouvy    | —               | spartak.cz    |
| 27    | Z      | Česko        | Mario Lička        | 32  | FC Istres                | konec smlouvy    | —               | iSport.cz     |
| 3     | O      | Jižní Afrika | Keegan Ritchie     | 23  | Bloemfontein Celtic F.C. | konec smlouvy    | —               |               |
| 26    | O      | Kapverdy     | Fernando Neves     | 36  | 1. FK Příbram            | hostování 1 rok  |                 |               |
|       | O      | Česko        | Marek Čepelák      | 21  | FC Graffin Vlašim        | hostování        | —               |               |
|       | Ú      | Česko        | Marek Červenka     | 21  | FK Baník Sokolov         | hostování ½ roku | —               |               |
| 20    | O      | Česko        | Luboš Tusjak       | 22  | FC MAS Táborsko          | hostování        | —               |               |
|       | Z      | Česko        | Jakub Jankto       | 18  | Udinese Calcio           | přestup          | †19M Kč         | iDnes.cz      |
| 17    | Z      | Česko        | Jan Vošahlík       | 25  | Dynamo Č.Budějovice      | hostování ½ roku | —               |               |
| 15    | Z      | Česko        | Marcel Gecov       | 26  | vyřazen z kádru          | vyřazen z kádru  | vyřazen z kádru | eurofotbal.cz |

| Číslo | Pozice | Nár.  | Hráč           | Věk |
| ----- | ------ | ----- | -------------- | --- |
| 33    | Ú      | Česko | Jiří Sodoma    | 19  |
| 13    | Z      | Česko | Viktor Šimeček | 20  |
| 2     | O      | Česko | Tomáš Souček   | 19  |

| Pozice | Nár.      | Hráč         | Věk | Odkud přišel       | Typ              | Kam odešel         | Zdroj |
| ------ | --------- | ------------ | --- | ------------------ | ---------------- | ------------------ | ----- |
| Ú      | Slovensko | Dávid Škutka | 26  | FC Baník Ostrava   | hostování 1 rok  | MFK Košice         |       |
| Z      | Česko     | Štěpán Koreš | 25  | FK Mladá Boleslav  | hostování ½ roku | Dynamo Č. B.       |       |
| Z      | Česko     | Josef Bazal  | 21  | FC Viktoria Žižkov | hostování        | FC Viktoria Žižkov |       |
| Z      | Česko     | Martin Hurka | 21  | Č. Budějovice      | hostování        | FK Kolín           |       |

Poznámky:  —  = nezveřejněno (dohoda mezi kluby),   †  = odhadovaná cena,   +  = opce na prodloužení smlouvy,   ‡  = hráč působil pouze v Juniorském týmu

### Změny v kádru v zimním přestupovém období 2014-15
| Číslo | Pozice | Nár.              | Hráč            | Věk | Odkud přišel     | Do roku | Typ            | Cena | Zdroj                |
| ----- | ------ | ----------------- | --------------- | --- | ---------------- | ------- | -------------- | ---- | -------------------- |
| 19    | O      | Pobřeží slonoviny | Simon Deli      | 23  | AC Sparta Praha  | 2018    | přestup        | —    | slavia.cz            |
| 6     | O      | Maďarsko          | Krisztián Tamás | 19  | AC Milan         | 2015+   | host. ½ roku   | —    | slavistickenoviny.cz |
| 2     | O      | Česko             | Michal Švec     | 27  | Győri ETO FC     | 2016    | přestup        | —    | slavia.cz            |
| 27    | Ú      | Česko             | Marek Červenka  | 22  | FK Baník Sokolov | —       | návrat z host. | —    |                      |

| Číslo | Pozice | Nár.  | Hráč        | Věk |
| ----- | ------ | ----- | ----------- | --- |
| 12    | B      | Česko | Josef Řehák | 20  |

| Číslo | Pozice | Nár.      | Hráč             | Věk | Kam odešel            | Typ                | Cena | Zdroj                |
| ----- | ------ | --------- | ---------------- | --- | --------------------- | ------------------ | ---- | -------------------- |
| 6     | O      | Slovensko | Martin Dobrotka  | 29  | ŠK Slovan Bratislava  | volný hráč         | —    | slavia.cz            |
| 19    | Ú      | Albánie   | Bekim Balaj      | 23  | HNK Rijeka            | přestup            | —    | slavistickenoviny.cz |
| 15    | Z      | Česko     | Marcel Gecov     | 27  | FC Rapid București    | volný hráč         | —    |                      |
| 22    | Z      | Česko     | Jakub Petr       | 24  | SK Sigma Olomouc      | ukončení hostování | —    | slavistickenoviny.cz |
| 5     | O      | Česko     | Milan Nitrianský | 24  | 1. FK Příbram         | hostování          | —    | slavia.cz            |
| 9     | Z      | Slovensko | Martin Juhar     | 26  | FC ViOn Zlaté Moravce | volný hráč         | —    | slavistickenoviny.cz |
| 12    | B      | Česko     | Josef Řehák      | 20  | FK Kolín              | hostování ½ roku   | —    |                      |

| Číslo | Pozice | Nár.  | Hráč              | Věk |
| ----- | ------ | ----- | ----------------- | --- |
| 33    | Z      | Česko | Nikolas Salašovič | 20  |

| Pozice | Nár.      | Hráč           | Věk | Odkud přišel  | Typ            | Kam odešel           | Zdroj |
| ------ | --------- | -------------- | --- | ------------- | -------------- | -------------------- | ----- |
| Z      | Česko     | Štěpán Koreš   | 25  | Dynamo Č. B.  | vyřazen z týmu | SK Slavia Praha jun. |       |
| Ú      | Česko     | Jan Vošahlík   | 25  | Dynamo Č. B.  | hostování      | Šachter Karagandy    |       |
| Ú      | Slovensko | Dávid Škutka   | 26  | MFK Košice    | hostování      | Podbrezová           |       |
| O      | Kapverdy  | Fernando Neves | 36  | 1. FK Příbram | vyřazen z týmu |                      |       |

Poznámky:  —  = nezveřejněno (dohoda mezi kluby),   †  = odhadovaná cena,   +  = opce na prodloužení smlouvy,   ‡  = hráč působil pouze v Juniorském týmu

### Juniorský tým
Informace o sestavě, sehraných utkáních a další naleznete na stránce SK Slavia Praha – juniorský tým 2014/15.
Za Juniorský tým mohou nastoupit i hráči z A-týmu, a to pokud splňují věkové limity.

## Hráčské statistiky
Aktuální ke konci sezony 2014/2015
|        |                    |                     |        | Synot liga | Synot liga | Synot liga  | Synot liga | Synot liga |        | Pohár České pošty | Pohár České pošty | Pohár České pošty | Pohár České pošty | Pohár České pošty |   | Přátelsky | Přátelsky   | Přátelsky | Přátelsky |
| Pozice | Národnost          | Jméno               |        | Zápasy     | Minuty     | Čistá konta |            | Vyloučení  |        | Zápasy            | Minuty            | Čistá konta       |                   | Vyloučení         |   | Zápasy    | Čistá konta |           | Vyloučení |
| B      | Česko              | Martin Berkovec     | 11     | 990        | 3          | 1           | 0          | 0          | 0      | 0                 | 0                 | 0                 | 1                 | 0                 | 0 | 0         |             |           |           |
| B      | Česko              | Karel Hrubeš        | 15     | 1350       | 1          | 0           | 0          | 0          | 0      | 0                 | 0                 | 0                 | 10                | 7                 | 0 | 0         |             |           |           |
| B      | Slovensko          | Matej Rakovan       | 4      | 360        | 1          | 0           | 0          | 2          | 180    | 0                 | 0                 | 0                 | 11                | 3                 | 0 | 0         |             |           |           |
| Pozice | Národnost          | Jméno               | Zápasy | Minuty     | Gól        |             | Vyloučení  | Zápasy     | Minuty | Gól               |                   | Vyloučení         | Zápasy            | Gól               |   | Vyloučení |             |           |           |
| O      | Česko              | Ondřej Bejbl        | 0      | 0          | 0          | 0           | 0          | 1          | 90     | 0                 | 0                 | 0                 | 5                 | 0                 | 0 | 0         |             |           |           |
| O      | Česko              | Jiří Bílek          | 27     | 2430       | 3          | 4           | 0          | 0          | 0      | 0                 | 0                 | 0                 | 9                 | 0                 | 0 | 0         |             |           |           |
| O      | Pobřeží slonoviny  | Simon Deli±         | 13     | 1080       | 0          | 2           | 0          | 0          | 0      | 0                 | 0                 | 0                 | 5                 | 0                 | 3 | 0         |             |           |           |
| O      | Slovensko          | Martin Dobrotka†    | 11     | 837        | 1          | 1           | 0          | 2          | 180    | 1                 | 0                 | 0                 | 7                 | 1                 | 0 | 0         |             |           |           |
| O      | Česko              | Martin Dostál       | 6      | 348        | 0          | 1           | 0          | 2          | 180    | 0                 | 0                 | 0                 | 12                | 1                 | 0 | 0         |             |           |           |
| O      | Česko              | Lukáš Fialka        | 6      | 455        | 0          | 0           | 0          | 1          | 90     | 0                 | 0                 | 0                 | 8                 | 0                 | 2 | 0         |             |           |           |
| O      | Slovensko          | Martin Juhar†       | 14     | 1215       | 0          | 2           | 0          | 1          | 90     | 0                 | 0                 | 0                 | 7                 | 0                 | 0 | 0         |             |           |           |
| O      | Česko              | Marek Kodr          | 15     | 882        | 0          | 1           | 0          | 1          | 90     | 0                 | 0                 | 0                 | 11                | 0                 | 0 | 0         |             |           |           |
| O      | Česko              | Martin Latka        | 19     | 1660       | 2          | 3           | 0          | 0          | 0      | 0                 | 0                 | 0                 | 9                 | 0                 | 0 | 0         |             |           |           |
| O      | Česko              | Jan Mikula          | 14     | 1071       | 0          | 4           | 0          | 0          | 0      | 0                 | 0                 | 0                 | 11                | 0                 | 0 | 0         |             |           |           |
| O      | Česko              | Milan Nitrianský†   | 9      | 672        | 0          | 2           | 1          | 1          | 16     | 0                 | 0                 | 0                 | 10                | 1                 | 1 | 0         |             |           |           |
| O      | Česko              | Michal Švec±        | 8      | 641        | 0          | 0           | 0          | 0          | 0      | 0                 | 0                 | 0                 | 3                 | 0                 | 0 | 0         |             |           |           |
| O      | Maďarsko           | Krisztián Tamás±    | 11     | 989        | 0          | 2           | 0          | 0          | 0      | 0                 | 0                 | 0                 | 2                 | 0                 | 0 | 0         |             |           |           |
| Pozice | Národnost          | Jméno               | Zápasy | Minuty     | Gól        |             | Vyloučení  | Zápasy     | Minuty | Gól               |                   | Vyloučení         | Zápasy            | Gól               |   | Vyloučení |             |           |           |
| Z      | Argentina          | Aldo Baéz           | 23     | 1746       | 0          | 11          | 0          | 1          | 90     | 0                 | 0                 | 0                 | 5                 | 0                 | 0 | 0         |             |           |           |
| Z      | Alžírsko · Francie | Damien Boudjemaa    | 12     | 454        | 0          | 1           | 0          | 2          | 158    | 0                 | 0                 | 0                 | 10                | 1                 | 0 | 0         |             |           |           |
| Z      | Česko              | Milan Černý         | 17     | 1340       | 1          | 4           | 0          | 0          | 0      | 0                 | 0                 | 0                 | 5                 | 1                 | 0 | 0         |             |           |           |
| Z      | Česko              | Marcel Gecov†       | 6      | 284        | 0          | 2           | 0          | 2          | 180    | 0                 | 1                 | 0                 | 6                 | 0                 | 0 | 0         |             |           |           |
| Z      | Česko              | Robert Hrubý        | 19     | 1023       | 0          | 3           | 0          | 1          | 45     | 0                 | 0                 | 0                 | 14                | 2                 | 1 | 0         |             |           |           |
| Z      | Gruzie             | Levan Kenia         | 14     | 974        | 2          | 6           | 0          | 0          | 0      | 0                 | 0                 | 0                 | 5                 | 2                 | 0 | 0         |             |           |           |
| Z      | Česko              | Tomáš Mičola        | 0      | 0          | 0          | 0           | 0          | 0          | 0      | 0                 | 0                 | 0                 | 5                 | 0                 | 0 | 0         |             |           |           |
| Z      | Česko              | Karel Piták         | 25     | 1198       | 1          | 6           | 0          | 2          | 180    | 2                 | 1                 | 0                 | 8                 | 0                 | 1 | 0         |             |           |           |
| Z      | Česko              | Václav Prošek       | 9      | 425        | 0          | 0           | 0          | 1          | 65     | 1                 | 0                 | 0                 | 14                | 1                 | 1 | 0         |             |           |           |
| Z      | Česko              | Nikolas Salašovič†  | 0      | 0          | 0          | 0           | 0          | 0          | 0      | 0                 | 0                 | 0                 | 2                 | 0                 | 0 | 0         |             |           |           |
| Z      | Srbsko             | Vukadin Vukadinović | 22     | 1512       | 1          | 4           | 1          | 1          | 28     | 0                 | 0                 | 0                 | 8                 | 1                 | 0 | 0         |             |           |           |
| Z      | Česko              | Jakub Zámečník      | 0      | 0          | 0          | 0           | 0          | 1          | 5      | 0                 | 0                 | 0                 | 0                 | 0                 | 0 | 0         |             |           |           |
| Z      | Česko              | Jaromír Zmrhal      | 26     | 2260       | 4          | 2           | 0          | 1          | 25     | 0                 | 0                 | 0                 | 12                | 4                 | 0 | 0         |             |           |           |
| Pozice | Národnost          | Jméno               | Zápasy | Minuty     | Gól        |             | Vyloučení  | Zápasy     | Minuty | Gól               |                   | Vyloučení         | Zápasy            | Gól               |   | Vyloučení |             |           |           |
| Ú      | Albánie            | Bekim Balaj†        | 13     | 633        | 3          | 2           | 0          | 1          | 45     | 0                 | 0                 | 0                 | 2                 | 2                 | 0 | 0         |             |           |           |
| Ú      | Česko              | Marek Červenka±     | 8      | 118        | 1          | 1           | 0          | 0          | 0      | 0                 | 0                 | 0                 | 11                | 1                 | 0 | 0         |             |           |           |
| Ú      | Senegal            | Dame Diop           | 5      | 121        | 1          | 0           | 0          | 1          | 75     | 0                 | 0                 | 0                 | 6                 | 1                 | 0 | 0         |             |           |           |
| Ú      | Česko              | Oskar Fotr          | 0      | 0          | 0          | 0           | 0          | 1          | 15     | 0                 | 0                 | 0                 | 1                 | 0                 | 0 | 0         |             |           |           |
| Ú      | Česko              | Jakub Petr†         | 7      | 151        | 0          | 0           | 0          | 2          | 159    | 0                 | 0                 | 0                 | 4                 | 0                 | 0 | 0         |             |           |           |
| Ú      | Česko              | Milan Škoda         | 28     | 2370       | 19         | 3           | 0          | 0          | 0      | 0                 | 0                 | 0                 | 8                 | 6                 | 0 | 0         |             |           |           |

|        |       |                 | Přátelsky | Přátelsky         | Přátelsky | Přátelsky |   |          |                      |       | Přátelsky | Přátelsky         | Přátelsky | Přátelsky |
| Pozice | N     | Jméno           | Zápasy    | Gól · Čistá konta |           | Vyloučení |   | Pozice   | N                    | Jméno | Zápasy    | Gól · Čistá konta |           | Vyloučení |
| Ú      | Česko | Lukáš Batka     | 1         | 0                 | 0         | 0         | O | Česko    | Josef Bazal          | 5     | 1         | 0                 | 0         |           |
| Z      | Česko | Marek Čepelák   | 1         | 0                 | 0         | 0         | Z | Brazílie | Maicon Douglas       | 4     | 0         | 0                 | 0         |           |
| Ú      | Česko | Petr Hošek      | 1         | 0                 | 0         | 0         | Z | Česko    | Martin Hurka         | 1     | 0         | 0                 | 0         |           |
| Z      | Česko | Jakub Jankto    | 3         | 1                 | 0         | 0         | Z | Česko    | Štěpán Koreš         | 3     | 0         | 0                 | 0         |           |
| Ú      | Česko | Jan Kuchta      | 1         | 1                 | 0         | 0         | Z | Srbsko   | Zoran Mihajlović     | 7     | 0         | 0                 | 0         |           |
| O      | Česko | Jan Möglich     | 1         | 0                 | 0         | 0         | Z | Česko    | František Mysliveček | 1     | 0         | 0                 | 0         |           |
| O      | Česko | Miroslav Routek | 2         | 1                 | 0         | 0         | B | Česko    | Josef Řehák          | 1     | 0         | 0                 | 0         |           |
| Ú      | Česko | Jiří Sodoma     | 2         | 0                 | 0         | 0         | O | Česko    | Tomáš Souček         | 1     | 0         | 0                 | 0         |           |
| Z      | Česko | Viktor Šimeček  | 1         | 0                 | 0         | 0         | O | Česko    | Luboš Tusjak         | 3     | 0         | 0                 | 0         |           |
| Z      | Česko | David Vavrouš   | 1         | 0                 | 0         | 0         | Ú | Česko    | Jan Vošahlík         | 3     | 0         | 0                 | 0         |           |
| Ú      | Česko | Jakub Zámečník  | 1         | 0                 | 0         | 0         |   |          |                      |       |           |                   |           |           |

Poslední úprava: konec ročníku.
Vysvětlivky: † = odehrál pouze podzimní část, ± = odehrál pouze jarní část.

### Střelecká listina
| Poz.    | Nár.      | Hráč                | Góly | Synot liga | Pohár Č.P. |
| ------- | --------- | ------------------- | ---- | ---------- | ---------- |
| Ú       | Česko     | Milan Škoda         | 19   | 19         | —          |
| Z       | Česko     | Jaromír Zmrhal      | 4    | 4          | —          |
| Ú       | Albánie   | Bekim Balaj†        | 3    | 3          | —          |
| O       | Česko     | Jiří Bílek          | 3    | 3          | —          |
| Z       | Česko     | Karel Piták         | 3    | 1          | 2          |
| O       | Slovensko | Martin Dobrotka†    | 2    | 1          | 1          |
| Z       | Gruzie    | Levan Kenia         | 2    | 2          | —          |
| O       | Česko     | Martin Latka        | 2    | 2          | —          |
| Z       | Česko     | Milan Černý         | 1    | 1          | —          |
| Ú       | Česko     | Marek Červenka      | 1    | 1          | —          |
| Ú       | Senegal   | Dame Diop           | 1    | 1          | —          |
| Z       | Česko     | Václav Prošek       | 1    | —          | 1          |
| Z       | Srbsko    | Vukadin Vukadinović | 1    | 1          | —          |
| vlastní | vlastní   | vlastní             | 1    | 1          | —          |
|         |           | Celkem              | 44   | 40         | 4          |

Poslední úprava: 31. května 2015.

### Základní sestava
Sestavuje se pouze z utkání Synot ligy. Nejdůležitějším faktorem je počet startů v základní sestavě v soutěži. V případě rovnosti počtu duelů, rozhoduje pozdější start v základní sestavě.
| Číslo | Pozice         | N                 | Jméno                   | Zápasy |
| ----- | -------------- | ----------------- | ----------------------- | ------ |
| 1     | brankář        | Česko             | Karel Hrubeš            | 15     |
| 9     | levý bek       | Slovensko         | Martin Juhar            | 14†    |
| 22    | stoper         | Česko             | Martin Latka            | 19     |
| 20    | stoper         | Česko             | Jiří Bílek (fotbalista) | 28     |
| 3     | pravý bek      | Česko             | Jan Mikula (fotbalista) | 12     |
| 8     | def. záložník  | Pobřeží slonoviny | Simon Deli              | 13±    |
| 26    | def. záložník  | Argentina         | Aldo Baéz               | 19     |
| 21    | záložník       | Česko             | Jaromír Zmrhal          | 25     |
| 18    | levé "křídlo"  | Srbsko            | Vukadin Vukadinović     | 22     |
| 16    | pravé "křídlo" | Česko             | Milan Černý             | 15     |
| 19    | útočník        | Česko             | Milan Škoda             | 28     |

Poslední úprava: 31. května 2015
Vysvětlivky: † = odehrál pouze podzimní část, ± = odehrál pouze jarní část.

## Zápasy v sezoně 2014/15

### Letní přípravné zápasy
Zdroj:
| Datum                      | Soupeř                     | Místo                      | Výsledek                   | Střelci Slavie                  |
| O pohár starosty Čelákovic | O pohár starosty Čelákovic | O pohár starosty Čelákovic | O pohár starosty Čelákovic | O pohár starosty Čelákovic      |
| -------------------------- | -------------------------- | -------------------------- | -------------------------- | ------------------------------- |
| 28/ 06/ 2014               | ŠK Slovan Bratislava       | Čelákovice                 | 1-1 (6-7 pen.)             | 58' Jankto                      |
| 28/ 06/ 2014               | 1. FK Příbram              | Čelákovice                 | 2-0                        | 33' Červenka, 41' Juhar         |
|                            |                            |                            |                            |                                 |
| 01/ 07/ 2014               | FC Graffin Vlašim          | Praha                      | 1-0                        | 6' V. Vukadinović               |
| 05/ 07/ 2014               | FK Senica                  | Senica, Slovensko          | 1-1                        | 55' Nitrianský                  |
| 08/ 07/ 2014               | Dukla Trenčín              | Dubnica, Slovensko         | 0-1                        |                                 |
| 12/ 07/ 2014               | FK TJ Štěchovice           | Štěchovice-Davle           | 0-1                        |                                 |
| 13/ 07/ 2014               | SK Dynamo Č. Budějovice    | Písek                      | 3-0                        | 10', 24' (pen) Balaj, 81' Škoda |
| 19/ 07/ 2014               | SK Sigma Olomouc           | Kroměříž                   | 1-1                        | 33' Černý                       |
| 06/ 09/ 2014               | HNK Hajduk Split           | Stadion Eden, Praha        | 2-0                        | 45' Boudjemaa, 63' Zmrhal       |
| 10/ 10/ 2014               | 1. FC Norimberk            | Norimberk, Německo         | 2-3                        | 6' Dobrotka, 90' Kuchta         |

1. ↑   Zápas odehrála kombinovaná sestava širšího kádru A týmu a juniorky.

### Zimní přípravné zápasy
Zdroj:
| Datum        | Soupeř             | Místo            | Výsledek | Střelci Slavie                       |
| ------------ | ------------------ | ---------------- | -------- | ------------------------------------ |
| 21/ 01/ 2015 | FK Trenčín         | UMT Eden, Praha  | 1-2      | 51' Kenia                            |
| 21/ 01/ 2015 | FK Varnsdorf       | UMT Eden, Praha  | 2-3      | 27' Hrubý, 69' Diop                  |
| 24/ 01/ 2015 | MŠK Žilina         | UMT Eden, Praha  | 2-1      | 14' Kenia, 27' Zmrhal                |
| 24/ 01/ 2015 | FC Písek           | UMT Eden, Praha  | 2-0      | 45' Bazal, 43' Routek                |
| 28/ 01/ 2015 | FC Erzgebirge Aue  | Aue, Německo     | 4-2      | 5', 27' Škoda, 34' Hrubý, 73' Prošek |
| 2/ 02/ 2015  | Cracovia Krakov    | Antalya, Turecko | 1-0      | 45' Škoda                            |
| 2/ 02/ 2015  | FK Vardar Skopje   | Antalya, Turecko | 0-1      |                                      |
| 5/ 02/ 2015  | NK Domžale         | Antalya, Turecko | 1-1      | 45' Škoda                            |
| 8/ 02/ 2015  | FK RAD Bělehrad    | Antalya, Turecko | 0-1      |                                      |
| 8/ 02/ 2015  | FK Amkar Perm      | Antalya, Turecko | 0-0      |                                      |
| 14/ 02/ 2015 | FC Viktoria Žižkov | Nymburk          | 3-0      | 13', 66' Zmrhal, 64' Škoda           |

### Souhrn působení v soutěžích
| Soutěž            | Fáze startu | Momentální pozice/ kolo | Konečná pozice/ kolo | První zápas       | Poslední zápas  |
| ----------------- | ----------- | ----------------------- | -------------------- | ----------------- | --------------- |
| Synot liga        | —           | —                       | 11. místo            | 26. července 2014 | 31. května 2015 |
| Pohár České pošty | 2. kolo     | —                       | 3. kolo              | 13. srpna 2014    | 3. září 2014    |

Poslední úprava: 31. května 2015.

### Synot liga
Hlavní článek: Synot liga 2014/15

#### Ligová tabulka
| Poř. | Tým                 | Z  | V  | R  | P  | VG | OG | B  |
| ---- | ------------------- | -- | -- | -- | -- | -- | -- | -- |
| 9.   | 1. FC Slovácko      | 30 | 10 | 7  | 13 | 43 | 46 | 37 |
| 10.  | FC Vysočina Jihlava | 30 | 10 | 6  | 14 | 33 | 38 | 36 |
| 11.  | SK Slavia Praha     | 30 | 9  | 7  | 14 | 40 | 45 | 34 |
| 12.  | FC Slovan Liberec   | 30 | 7  | 12 | 11 | 39 | 43 | 33 |
| 13.  | FC Zbrojovka Brno   | 30 | 9  | 6  | 15 | 34 | 45 | 33 |

Poslední úprava: 31. května 2015.

Vysvětlivky: Z = Zápasy; V = Výhry; R = Remízy; P = Prohry; VG = Vstřelené góly; OG = Obdržené góly; B = Body.
| Celkem | Celkem | Celkem | Celkem | Celkem | Celkem | Celkem | Celkem | Doma | Doma | Doma | Doma | Doma | Doma | Venku | Venku | Venku | Venku | Venku | Venku |
| Z      | V      | R      | P      | VG     | OG     | GR     | Body   | V    | R    | P    | VG   | OG   | Body | V     | R     | P     | VG    | OG    | Body  |
| ------ | ------ | ------ | ------ | ------ | ------ | ------ | ------ | ---- | ---- | ---- | ---- | ---- | ---- | ----- | ----- | ----- | ----- | ----- | ----- |
| 30     | 9      | 7      | 14     | 40     | 45     | -5     | 34     | 6    | 4    | 4    | 26   | 23   | 22   | 3     | 3     | 9     | 14    | 22    | 12    |

Poslední úprava: 31. května 2015.

#### Kolo po kole
| Kolo     | 1 | 2 | 3 | 4 | 5 | 6 | 7 | 8 | 9  | 10 | 11 | 12 | 13 | 14 | 15 | 16 | 17 | 18 | 20 | 19 | 21 | 22 | 23 | 24 | 25 | 26 | 27 | 28 | 29 | 30 |
| -------- | - | - | - | - | - | - | - | - | -- | -- | -- | -- | -- | -- | -- | -- | -- | -- | -- | -- | -- | -- | -- | -- | -- | -- | -- | -- | -- | -- |
| Hřiště   | V | D | D | V | D | V | D | V | D  | V  | D  | V  | D  | V  | D  | V  | V  | D  | D  | V  | V  | D  | V  | D  | V  | D  | V  | D  | V  | D  |
| Výsledek | V | V | V | P | V | P | P | P | P  | P  | R  | R  | V  | R  | R  | R  | V  | R  | P  | P  | P  | R  | P  | P  | P  | V  | P  | V  | V  | P  |
| Pozice   | 2 | 2 | 1 | 2 | 1 | 2 | 4 | 8 | 10 | 10 | 9  | 11 | 9  | 9  | 9  | 8  | 6  | 8  | 7  | 10 | 12 | 11 | 12 | 13 | 14 | 13 | 13 | 13 | 10 | 11 |

Poslední úprava: 31. května 2015.

Hřiště: D = Domácí; V = Venkovní. Výsledek: V = Výhra; P = Prohra; R = Remíza

#### Podzimní část
| 1. kolo 26. července 2014 | 1. FC Slovácko     | 1 - 2 | SK Slavia Praha                 | Městský fotbalový stadion Miroslava Valenty, Uherské Hradiště |  |
| 20:15 SELČ | Michal Trávník 33' |       | 73' Milan Škoda 77' Bekim Balaj | Diváci: 5.320 Rozhodčí: Kovařík                               |  |
| Poznámky: Sestava: Hrubeš – Mikula, Latka, Bílek, Juhar – Gecov (46. Baez), Dobrotka (71. Piták) – Černý, Škoda, Petr (40. Zmrhal) – Balaj |                    |       |                                 |                                                               |  |

| 2. kolo 1. srpna 2014 | SK Slavia Praha                                    | 3 - 1 | FC Baník Ostrava | Eden Aréna, Praha             |  |
| 20:15 SELČ | Milan Škoda 3' Jaromír Zmrhal 76' Martin Latka 85' |       | 81' Jan Baránek  | Diváci: 7.612 Rozhodčí: Marek |  |
| Poznámky: Sestava: Hrubeš – Mikula (39. Nitrianský), Latka, Bílek, Juhar – Baez, Zmrhal – Vukadinovič (79. Piták), Škoda, Černý – Balaj (58. Gecov) |                                                    |       |                  |                               |  |

| 3. kolo 10. srpna 2014 | SK Slavia Praha                                                    | 4 - 1 | FC Slovan Liberec | Eden Aréna, Praha             |  |
| 20:15 SELČ | Bekim Balaj 18' Jaromír Zmrhal 74' Milan Škoda 86' Milan Škoda 89' |       | 43' Josef Šural   | Diváci: 8.248 Rozhodčí: Paták |  |
| Poznámky: Sestava: Hrubeš - Nitrianský, Latka (46. Kodr), Bílek, Juhar - V. Vukadinovič (58. Piták), Baéz, Zmrhal, M. Černý - Škoda, Balaj (81. Gecov) |                                                                    |       |                   |                               |  |

| 4. kolo 16. srpna 2014 | FK Teplice                      | 2 - 1 | SK Slavia Praha | Na Stínadlech, Teplice          |  |
| 20:15 SELČ | Franci Litsingi 12' Nivaldo 18' |       | 93' Milan Škoda | Diváci: 8.680 Rozhodčí: Příhoda |  |
| Poznámky: Sestava: Hrubeš – Nitrianský, Kodr, Bílek, Juhar – Baéz (78. Diop), Zmrhal – Vukadinovič (62. Piták), Škoda, Černý – Balaj (30. Boudjemaa) |                                 |       |                 |                                 |  |

| 5. kolo 23. srpna 2014 | SK Slavia Praha    | 1 - 0 | FC Viktoria Plzeň | Eden Aréna, Praha                |  |
| 20:15 SELČ | Jaromír Zmrhal 66' |       |                   | Diváci: 11.003 Rozhodčí: Zelinka |  |
| Poznámky: Sestava: Hrubeš – Nitrianský, Latka (C), Bílek, Juhar – Gecov (63. Dobrotka), Baéz (90. Kodr) – Vukadinovič (85. Petr), Zmrhal, Černý – Škoda |                    |       |                   |                                  |  |

| 6. kolo 30. srpna 2014 | FK Mladá Boleslav                  | 2 - 1 | SK Slavia Praha | Městský stadion, Mladá Boleslav |  |
| 20:15 SELČ | Jasmin Ščuk 39' Jakub Navrátil 45' |       | 39' Milan Škoda | Diváci: 4.823 Rozhodčí: Franěk  |  |
| Poznámky: Sestava: Hrubeš – Nitrianský (45. Dostál), Latka (C), Bílek, Dobrotka – Zmrhal, Gecov – Vukadinovič, Černý, Petr (61. Piták) – Škoda (25. Balaj) |                                    |       |                 |                                 |  |

| 7. kolo 13. září 2014 | SK Slavia Praha | 1 - 3 | FC Zbrojovka Brno                                               | Eden Aréna, Praha               |  |
| 20:15 SELČ | Milan Černý 17' |       | 42' Stanislav Vávra 60' Stanislav Vávra 77' (pen) Pavel Zavadil | Diváci: 5.823 Rozhodčí: Nenadál |  |
| Poznámky: Sestava: Hrubeš – Nitrianský, Latka (C), Kodr, Juhar – Baéz, Zmrhal – Vukadinovič (46. Piták), Boudjemaa (65. Balaj), Černý (76. Petr) – Škoda |                 |       |                                                                 |                                 |  |

| 8. kolo 20. září 2014 | Bohemians Praha 1905                       | 2 - 0 | SK Slavia Praha      | Ďolíček, Praha               |  |
| 20:15 SELČ | Josef Jindřišek 60' (pen) Ivan Lietava 77' |       | 81' Milan Nitrianský | Diváci: 5.000 Rozhodčí: Orel |  |
| Poznámky: Sestava: Hrubeš – Nitrianský, Latka (C), Bílek, Juhar – Baéz (65. Hrubý), Gecov (46. Kodr) – Černý, Škoda, Zmrhal – Balaj (76. Vukadinovič) |                                            |       |                      |                              |  |

| 9. kolo 27. září 2014 | SK Slavia Praha | 0 - 2 | AC Sparta Praha      | Eden Aréna, Praha              |  |
| 18:00 SELČ |                 |       | 53' 80' David Lafata | Diváci: 16.661 Rozhodčí: Paták |  |
| Poznámky: Sestava: Hrubeš – Dobrotka, Latka (C), Bílek, Juhar – Baéz, Kodr (70. Hrubý) – Vukadinovič (61. Piták), Zmrhal, Černý (87. Petr) – Škoda |                 |       |                      |                                |  |

| 10. kolo 4. října 2014 | FC Vysočina Jihlava | 1 - 0 | SK Slavia Praha | Stadion v Jiráskově ulici, Jihlava |  |
| 17:00 SELČ | Vladimír Kukoľ 25'  |       |                 | Diváci: 3.593 Rozhodčí: Marek      |  |
| Poznámky: Sestava: Hrubeš – Dobrotka, Kodr, Bílek (C), Juhar – Baéz (81. Diop), Zmrhal – Prošek (46. Piták), Boudjemaa (63. Petr), Černý – Balaj |                     |       |                 |                                    |  |

| 11. kolo 12. října 2014 | SK Slavia Praha | 1 - 1 | FK Baumit Jablonec | Eden Aréna, Praha               |  |
| 17:00 SELČ | Jiří Bílek 45'  |       | 30' Filip Novák    | Diváci: 3.943 Rozhodčí: Zelinka |  |
| Poznámky: Sestava: Hrubeš – Dobrotka, Latka (C), Bílek, Juhar – Baéz – Vukadinovič (78. Piták), Zmrhal, Prošek (60. Boudjemaa), Černý (89. Kodr) – Balaj |                 |       |                    |                                 |  |

| 12. kolo 25. října 2014 | SK Dynamo Č. Budějovice | 1 - 1 | SK Slavia Praha       | Střelecký ostrov, České Budějovice |  |
| 18:00 SELČ | Jan Vošahlík 87'        |       | 75' (pen) Karel Piták | Diváci: 4.517 Rozhodčí: Královec   |  |
| Poznámky: Sestava: Hrubeš – Dobrotka, Latka (K), Bílek, Juhar – Kodr, Baéz (89. Petr) – Vukadinovič (72. Piták), Zmrhal, Černý – Milan Škoda (84. Balaj) |                         |       |                       |                                    |  |

| 13. kolo 1. listopadu 2014 | SK Slavia Praha                                       | 3 - 2 | 1. FK Příbram                          | Eden Aréna, Praha                |  |
| 17:00 SEČ | Martin Latka 37' (pen) Jiří Bílek 47' Bekim Balaj 87' |       | 45' Tomáš Zápotočný 68' Jakub Řezníček | Diváci: 4.123 Rozhodčí: Pechanec |  |
| Poznámky: Sestava: Rakovan – Dobrotka, Latka, Bílek, Juhar – Baéz, Hrubý (84. Balaj) – Vukadinovič (46. Boudjemaa), Zmrhal, Černý (81. Piták) – Škoda |                                                       |       |                                        |                                  |  |

| 14. kolo 7. listopadu 2014 | FK Dukla Praha                         | 2 - 2 | SK Slavia Praha                     | Na Julisce, Praha                |  |
| 17:00 SEČ | Marek Hanousek 25' Jakub Považanec 35' |       | 16' Martin Dobrotka 29' Milan Škoda | Diváci: 6.080 Rozhodčí: Kocourek |  |
| Poznámky: Sestava: Rakovan – Juhar, Bílek, Latka (C), Dobrotka – Baéz, Hrubý – Boudjemaa (46. Nitrianský), Zmrhal, Černý – Škoda |                                        |       |                                     |                                  |  |

| 15. kolo 23. listopadu 2014 | SK Slavia Praha | 1 - 1 | FC Hradec Králové                  | Eden Aréna, Praha               |  |
| 18:00 SEČ | Milan Škoda 57' |       | 55' Marek Plašil 55'Tomáš Malinský | Diváci: 5.228 Rozhodčí: Příhoda |  |
| Poznámky: Sestava: Rakovan – Dobrotka, Latka, Bílek, Juhar (46. Mikula) – Kodr, Kenia (64. Boudjemaa) – Vukadinovič (75. Balaj), Zmrhal, Černý – Škoda |                 |       |                                    |                                 |  |

| 16. kolo 28. listopadu 2014 | FC Baník Ostrava | 0 - 0 | SK Slavia Praha | Bazaly, Ostrava               |  |
| 20:15 SEČ |                  |       |                 | Diváci: 4.269 Rozhodčí: Paták |  |
| Poznámky: Sestava: Rakovan – Dobrotka, Latka, Fialka, Mikula – Kodr (86. Hrubý), Zmrhal – Nitrianský, Kenia (80. Piták), Prošek (90. Balaj) – Škoda |                  |       |                 |                               |  |

#### Jarní část
| 17. kolo 21. února 2015 | FC Slovan Liberec   | 1 - 3 | SK Slavia Praha                                | Stadion U Nisy, Liberec       |  |
| 17:00 SEČ | Michal Obročník 25' |       | 4' Milan Škoda 36' Milan Škoda 37' Milan Škoda | Diváci: 6.103 Rozhodčí: Paták |  |
| Poznámky: Sestava: Hrubeš – Mikula, Bílek (K), Fialka, Tamás – Hrubý (90. Dostál), Deli – Vukadinovič (60. Baéz), Kenia (78. Piták), Zmrhal – Škoda |                     |       |                                                |                               |  |

| 18. kolo 28. února 2015 | SK Slavia Praha                       | 2 - 2 | FK Teplice                          | Eden Aréna, Praha               |  |
| 20:15 SEČ | Milan Škoda 19' Tomáš Grigar 54' (vl) |       | 11' Roman Potočný 23' Roman Potočný | Diváci: 6.221 Rozhodčí: Zelinka |  |
| Poznámky: Sestava: Hrubeš – Mikula, Latka (K), Bílek, Tamás (89. Boudjemaa) – Hrubý, Deli – Vukadinovič (70. Prošek), Piták (79. Červenka), Zmrhal – Škoda |                                       |       |                                     |                                 |  |

| 19. kolo 18. března 2015 | FC Viktoria Plzeň | 1 - 0 | SK Slavia Praha | Doosan Arena, Plzeň               |  |
| 18:00 SEČ | Jan Holenda 73'   |       |                 | Diváci: 11.675 Rozhodčí: Kocourek |  |
| Poznámky: Sestava: Berkovec – Mikula, Bílek (K), Fialka, Tamás – Baéz (86. Piták), Deli – Vukadinovič (80. Prošek), Kenia (71. Hrubý), Zmrhal – Škoda |                   |       |                 |                                   |  |

| 20. kolo 13. března 2015 | SK Slavia Praha                                    | 3 - 4 | FK Mladá Boleslav                                               | Eden Aréna, Praha                |  |
| 20:15 SEČ | Jaromír Zmrhal 23' Levan Kenia 37' Milan Škoda 47' |       | 38' Jasmin Ščuk 43' Jan Šisler 62' Jiří Skalák 91' Tomáš Wágner | Diváci: 5.182 Rozhodčí: Královec |  |
| Poznámky: Sestava: Hrubeš – Mikula, Latka (C) (85. Fialka), Bílek, Tamás – Hrubý, Deli – Kenia (77. Baéz), Boudjemaa (66. Prošek), Zmrhal – Škoda. |                                                    |       |                                                                 |                                  |  |

| 21. kolo 22. března 2015 | FC Zbrojovka Brno                                   | 3 - 0 | SK Slavia Praha | Městský fotbalový stadion Srbská, Brno |  |
| 18:00 SEČ | David Pašek 51' Josef Čtvrtníček 64' Jan Sýkora 89' |       |                 | Diváci: 5.315 Rozhodčí: Houdek         |  |
| Poznámky: Sestava: Berkovec - Mikula, Bílek, Fialka, Tamás - Deli, R. Hrubý (58. Piták) - Prošek (72. Boudjemaa), Kenia, Zmrhal - Milan Škoda (27. Diop). Trenér: Beránek. |                                                     |       |                 |                                        |  |

| 22. kolo 4. dubna 2015 | SK Slavia Praha                                 | 1 - 1 | Bohemians Praha 1905 | Eden Aréna, Praha               |  |
| 20:15 SELČ | Vukadin Vukadinović 55' Vukadin Vukadinović 58' |       | 88' Matúš Mikuš      | Diváci: 8.019 Rozhodčí: Příhoda |  |
| Poznámky: Sestava: Berkovec - Mikula, Bílek, Deli, Tamás - Baéz, R. Hrubý (69. Dostál) - V. Vukadinovič, Piták, Zmrhal (74. Švec) - Milan Škoda (85. Červenka). Trenér: Beránek. |                                                 |       |                      |                                 |  |

| 23. kolo 11. dubna 2015 | AC Sparta Praha                   | 2 - 1 | SK Slavia Praha | Generali Arena, Praha             |  |
| 19:05 SELČ | David Lafata 66' Jakub Brabec 89' |       | 4' Milan Škoda  | Diváci: 18.665 Rozhodčí: Královec |  |
| Poznámky: Sestava: Berkovec – Švec (85. Boudjemaa), Latka (K), Bílek, Tamás – Baéz, Piták – Hrubý, Kenia (90. Červenka), Prošek (60. Dostál) – Škoda |                                   |       |                 |                                   |  |

| 24. kolo 18. dubna 2015 | SK Slavia Praha | 1 - 2 | FC Vysočina Jihlava              | Eden Aréna, Praha              |  |
| 17:00 SELČ | Dame Diop 82'   |       | 50' Peter Šulek 65' Tomáš Kučera | Diváci: 4.351 Rozhodčí: Franěk |  |
| Poznámky: Sestava: Berkovec - Švec, Bílek (kap.), Deli, Tamas - Baéz, Piták - Hrubý (60. Boudjemaa), Kenia (77. Diop), Prošek (46. Červenka) - Škoda |                 |       |                                  |                                |  |

| 25. kolo 25. dubna 2015 | FK Baumit Jablonec                 | 2 - 1 | SK Slavia Praha | Chance Arena, Jablonec nad Nisou |  |
| 17:00 SELČ | Filip Novák 4' Martin Pospíšil 62' |       | 11' Milan Škoda | Diváci: 4.230 Rozhodčí: Paták    |  |
| Poznámky: Sestava: Berkovec – Švec, Bílek (K), Fialka, Mikula (78. Červenka) – Baéz (70. Hrubý), Deli – Vukadinovič, Piták (64. Kenia), Tamás – Škoda |                                    |       |                 |                                  |  |

| 26. kolo 3. května 2015 | SK Slavia Praha                | 2 - 0 | SK Dynamo Č. Budějovice | Eden Aréna, Praha                 |  |
| 17:00 SELČ | Milan Škoda 1' Milan Škoda 90' |       |                         | Diváci: 4.493 Rozhodčí: Ardeleanu |  |
| Poznámky: Sestava: Berkovec – Švec, Latka (kap.), Bílek, Tamás – Deli, Piták – Vukadinovič (77. Mikula), Kenia (58. Hrubý), Zmrhal (69. Baéz) – Milan Škoda |                                |       |                         |                                   |  |

| 27. kolo 9. května 2015 | 1. FK Příbram                     | 2 - 1 | SK Slavia Praha | Na Litavce, Příbram              |  |
| 16:00 SELČ | Roman Bednář 25' Roman Bednář 90' |       | 16' Milan Škoda | Diváci: 4.826 Rozhodčí: Kocourek |  |
| Poznámky: Sestava: Berkovec – Švec, Bílek (K), Deli, Tamás – Piták, Baéz (89. Kodr) – Vukadinovič, Kenia (75. Černý), Hrubý (90. Červenka) – Škoda |                                   |       |                 |                                  |  |

| 28. kolo 17. května 2015 | SK Slavia Praha                     | 2 - 0 | FK Dukla Praha | Eden Aréna, Praha               |  |
| 18:00 SELČ | Levan Kenija 36' Marek Červenka 90' |       |                | Diváci: 3.331 Rozhodčí: Příhoda |  |
| Poznámky: Sestava: Berkovec – Švec, Latka (kap.), Deli, Mikula – Piták, Baéz – Vukadinovič, Kenia (71. Hrubý), Zmrhal (87. Kodr) – Škoda (79. Červenka) |                                     |       |                |                                 |  |

| 29. kolo 23. května 2015 | FC Hradec Králové | 0 - 1 | SK Slavia Praha | Všesportovní stadion, Hradec Králové |  |
| 17:15 SELČ |                   |       | 52' Milan Škoda | Diváci: 2.014 Rozhodčí: Houdek       |  |
| Poznámky: Sestava: Berkovec- Švec, Bílek (K), Kodr, Dostál – Piták, Deli – Vukadinovič (88. Černý), Kenia (60. Hrubý), Zmrhal – Škoda |                   |       |                 |                                      |  |

| 30. kolo 30. května 2015 | SK Slavia Praha | 1 - 3 | 1. FC Slovácko                                      | Eden Aréna, Praha               |  |
| 17:00 SELČ | Jiří Bílek 88'  |       | 17' Libor Došek 55' Michal Trávník 69' Jiří Valenta | Diváci: 3.987 Rozhodčí: Nenadál |  |
| Poznámky: Sestava: Berkovec - Mikula (76. Diop), Kodr, Bílek (kap.), Dostál - Deli, Zmrhal - Vukadinovič (46. Hrubý), Piták, Kenia (58. Červenka) - Škoda |                 |       |                                                     |                                 |  |

### Pohár České pošty
Hlavní článek: Pohár České pošty 2014/15
Jednozápasová kola
| 2. kolo 13. srpna 2014 | MFK Chrudim     | 1 - 3 | SK Slavia Praha                                       | Letní stadion v Průhonech, Chrudim |  |
| 17:00 SELČ | Tomáš Vácha 43' |       | 21' Václav Prošek 54' Martin Dobrotka 64' Karel Piták | Diváci: 2.800 Rozhodčí: Bílek      |  |
| Poznámky: Sestava: Rakovan – Dostál, Dobrotka, Kodr, Juhar – Gecov, Hrubý (46. Balaj) – Prošek (65. Zmrhal), Boudjemaa, Piták – Petr (74. Nitrianský) |                 |       |                                                       |                                    |  |

| 3. kolo 3. září 2014 | FK Viktoria Žižkov              | 2 - 1 | SK Slavia Praha       | Stadion FK Viktoria Žižkov, Praha |  |
| 17:00 SELČ | Josef Bazal 33' Radek Voltr 90' |       | 16' (pen) Karel Piták | Diváci: 2.867 Rozhodčí: Jech      |  |
| Poznámky: Sestava: Rakovan – Dostál, Dobrotka (C), Fialka, Bejbl – Gecov, Baéz – Petr (85. Zámečník), Boudjemaa (68. Vukadinovič), Piták – Diop (75. Fotr) |                                 |       |                       |                                   |  |

## Ostatní týmy SK Slavia
zdroj: slavistickenoviny.cz, FAČR
| Tým                             | Soutěž                         | Umístění       |
| Mužské soutěže                  | Mužské soutěže                 | Mužské soutěže |
| ------------------------------- | ------------------------------ | -------------- |
| Juniorský tým (U21)             | Juniorská liga                 | 5. místo       |
| SK Slavia Praha U19             | 1. dorostenecká liga           | 4. místo       |
| SK Slavia Praha U18             | Česká liga dorostu             | 1. místo       |
| SK Slavia Praha U17             | Česká liga dorostu U17 A       | 1. místo       |
| SK Slavia Praha U16             | Česká liga dorostu U16 A       | 3. místo       |
| SK Slavia Praha U15             | Česká liga žáků U15 A          | 2. místo       |
| SK Slavia Praha U14             | Česká liga žáků U14 A          | 5. místo       |
| Ženské soutěže                  |                                |                |
| SK Slavia Praha - ženy          | 1. liga žen                    | 1. místo       |
| SK Slavia Praha - ženy          | Pohár KFŽ                      | 2. místo       |
| Juniorský tým                   | 1. liga dorostenek             | 4. místo       |
| SK Slavia Praha - starší žákyně | 1. liga starších žákyň - Čechy | 4. místo       |
| SK Slavia Praha - mladší žákyně | 1. liga mladších žákyň - Čechy | 2. místo       |